# دست‌بند دوستی

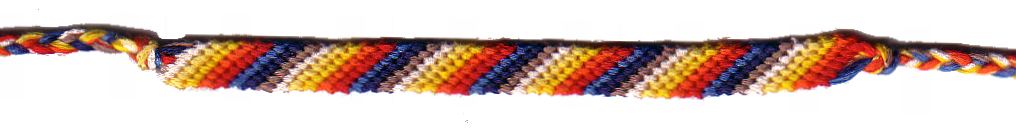
یک دستبند دوستی ساده

دستبند دوستی نوعی دستبند است که به عنوان نمادی برای دوستی از طرف شخصی به شخص دیگر داده می‌شود. این نوع از دستبند از انواع نخ کاموا یا قلاب‌دوزی بافته می‌شود. این دستبندها دارای طرح‌ها و شکل‌های گوناگونی هستند ولی قالبا از همان روش نیم‌گره بافته می‌شوند.
این دستبندها برای اولین بار در دهه ۷۰ میلادی در آمریکا رواج یافتند و توسط هم دخترها و هم پسرها بافته می‌شدند. اگرچه امروزه در تمام جهان محبوبیت دارند.